# Таня Димитрова (волейболистка)
Таня Георгиева Димитрова е българска волейболистка.
Родена е на 15 март 1957 година в Перник. Играе във волейболния отбор на „Левски“, както и в националния отбор, с който печели бронзов медал на Олимпиадата в Москва през 1980 година.